# Stefano Franscini
Stefano Franscini (Bodio, 23 ottobre 1796 – Berna, 19 luglio 1857) è stato un politico e pedagogista svizzero. Fu eletto Consigliere federale nel 1848, sotto la nuova Costituzione federale entrata in vigore quell'anno, e in tale ruolo diresse il Dipartimento federale dell'interno fino al suo decesso che avvenne il 19 luglio del 1857.

## Biografia

### Studi e carriera professionale
Originario di Bodio, nel Canton Ticino, nacque il 23 ottobre del 1796 come primogenito di Giacomo Franscini e di Regina Orlandi, contadini di umili condizioni che ebbero altri due figli: Annunziata e Luigi. Unico della famiglia ad aver ricevuto una formazione scolastica, frequentò le lezioni gratuite del parroco di Personico, studiando l'italiano e i rudimenti del latino. Nel 1808 fu ammesso gratuitamente al seminario minore di Pollegio, dove ricevette una formazione ginnasiale. Nel 1815 gli fu assegnato un posto libero da retta nel seminario arcivescovile di Milano. Non avendo vocazione al sacerdozio, abbandonò gli studi seminariali nel 1818. Rimase a Milano dove, grazie anche all'amico Carlo Cattaneo, frequentò le biblioteche e si dedicò a letture di economia politica, storia, pedagogia e soprattutto statistica, subendo l'influenza in particolare delle opere di Melchiorre Gioia. Si guadagnò da vivere dando lezioni private e, dal 1820, come maestro in una scuola elementare maggiore; qui si legò d'amicizia con il direttore Francesco Cherubini e con il collega Giovanni Massari, futuro cognato. A Milano diede alle stampe i suoi primi testi, tra cui nel 1821 una Grammatica inferiore della lingua italiana che ebbe numerose riedizioni.
Nel marzo 1824, poco prima di lasciare Milano, Stefano Franscini sposò Teresa Massari, incinta della loro figlia Guglielma. Teresa era figlia di Alessio Massari, oste, e di Giuseppa Proserpio. Nacquero poi altri tre figli, morti ancora in fasce. Rimasto vedovo nel 1831, sposò nel 1836 la cognata Luigia Massari, dalla quale aveva già avuto un figlio, a cui ne sarebbero seguiti altri otto. Entrambe maestre, Teresa e Luigia affiancarono il marito nell'insegnamento. La vita privata di Franscini fu segnata da angustie: la perdita a sette anni della madre e poi della prima moglie, le gravi turbe mentali da cui era affetto il figlio Camillo, la povertà e le numerose bocche da sfamare.
Franscini rientrò a Bodio nel 1824, in seguito alla morte della sorella, per occuparsi degli affari della famiglia, indebitata e in preda a dissapori. Trasferitosi nel 1826 a Lugano per dirigere una scuola di mutuo insegnamento, insieme alla prima moglie Teresa vi aprì inoltre una scuola femminile e un istituto letterario mercantile. In Ticino continuò l'attività pubblicistica con articoli di storia, economia politica e statistica sulla Gazzetta Ticinese e si profilò come oppositore al regime autoritario e filoaustriaco del Landamano Giovanni Battista Quadri. Nel 1828 uscì una delle sue opere maggiori, la Statistica della Svizzera (che reca sul frontespizio la data 1827), subito tradotta in tedesco, che lo fece conoscere dagli studiosi. Tra il 1829 e il 1830 apparve l'Istoria della Svizzera pel popolo svizzero, un adattamento italiano in due volumi di Des Schweizerlands Geschichte für das Schweizervolk (1822) di Heinrich Zschokke. Questo lavoro di traduzione, che – considerate le sue scarse nozioni di tedesco – Franscini svolse a partire dalla versione in lingua francese di Charles Monnard, era stato avviato negli anni precedenti in collaborazione con Carlo Cattaneo, con cui aveva compiuto nel 1821 un viaggio alla scoperta dei cantoni più industriosi della Svizzera.
Anche durante la sua attività politica non abbandonò l'attività editoriale e il giornalismo militante, collaborando ai principali fogli liberali quali L'Osservatore del Ceresio e Il Repubblicano della Svizzera italiana. Promosse la creazione di diverse associazioni civiche e filantropiche, tra cui la "Società degli amici dell'educazione del popolo", fondata nel 1837 e denominata in seguito "Società Demopedeutica". Nel 1835 uscì in tedesco un volume sul canton Ticino che anticipava parte dei materiali che sarebbero confluiti nella sua opera maggiore La Svizzera italiana, pubblicata tra il 1837 e il 1840. Nel 1844 fu tra i fondatori della Gran Loggia Svizzera Alpina.

### Attività politica

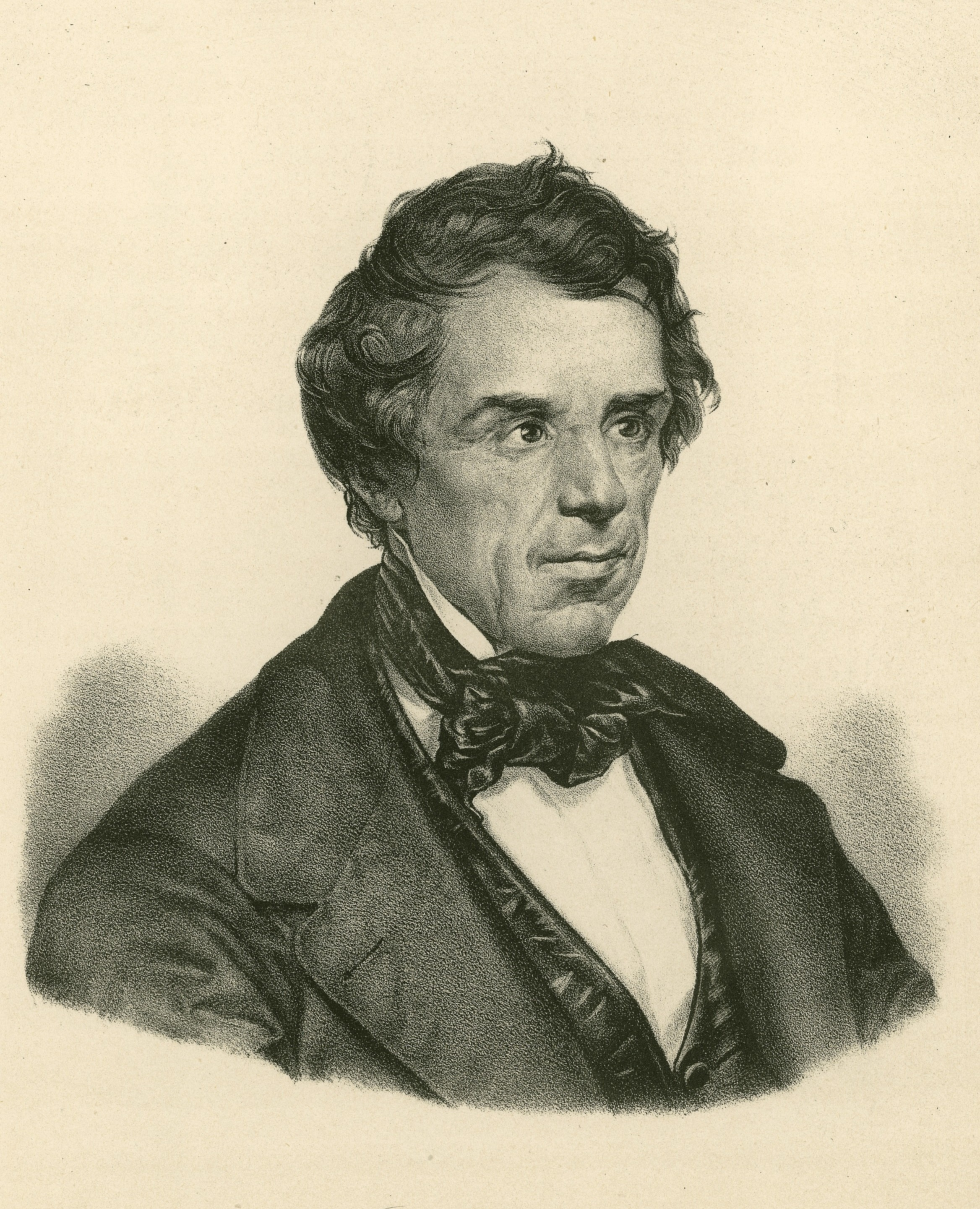
Ritratto risalente agli anni 1840

Dopo aver contribuito con alcuni scritti critici alla riforma costituzionale ticinese del 1830, Franscini fu sempre più assorbito dalla politica quale esponente della corrente liberale radicale. Deputato del circolo di Giornico, nell'ottobre 1830 assunse la carica di segretario di Stato che mantenne fino alla sua elezione in Consiglio di Stato nel maggio 1837. Dopo la svolta radicale del dicembre 1839, Franscini si affermò come capo riconosciuto del governo ticinese. Nel 1845 dovette uscirne, dato che la Costituzione ticinese del 1830 imponeva ai Consiglieri di Stato di lasciare per almeno due anni l'esecutivo dopo due mandati consecutivi, e assunse nuovamente la funzione di segretario di Stato. Rieletto in governo nel 1847 vi rimase fino al 1848, anno della sua elezione in Consiglio federale.
Gli anni 1840 furono il periodo più fecondo della sua attività politica: ispirò e redasse numerose leggi cantonali e promosse diverse riforme. Si occupò particolarmente di pubblica educazione, soprattutto della scuola elementare, della formazione dei maestri e del controllo statale sugli istituti religiosi, ma anche di dazi, poste, vie di comunicazione e transiti attraverso i valichi alpini, riforme agricole e forestali, rapporti tra Chiesa e Stato. Fu più volte delegato alla Dieta federale, nel 1841, 1843, 1845, e 1846, e a numerose conferenze intercantonali su questioni doganali, postali e commerciali. Venne anche incaricato di alcune missioni in Svizzera e all'estero, come quando intervenne nel Vallese per comporre gli animi esacerbati dopo la sconfitta del Sonderbund e a Napoli nel 1848 per indagare sul comportamento delle truppe mercenarie svizzere. Franscini difese inoltre la Costituzione federale del 1848, avversata dalla maggioranza dei ticinesi, contrari alla centralizzazione dei dazi.

### Elezione a Consigliere federale

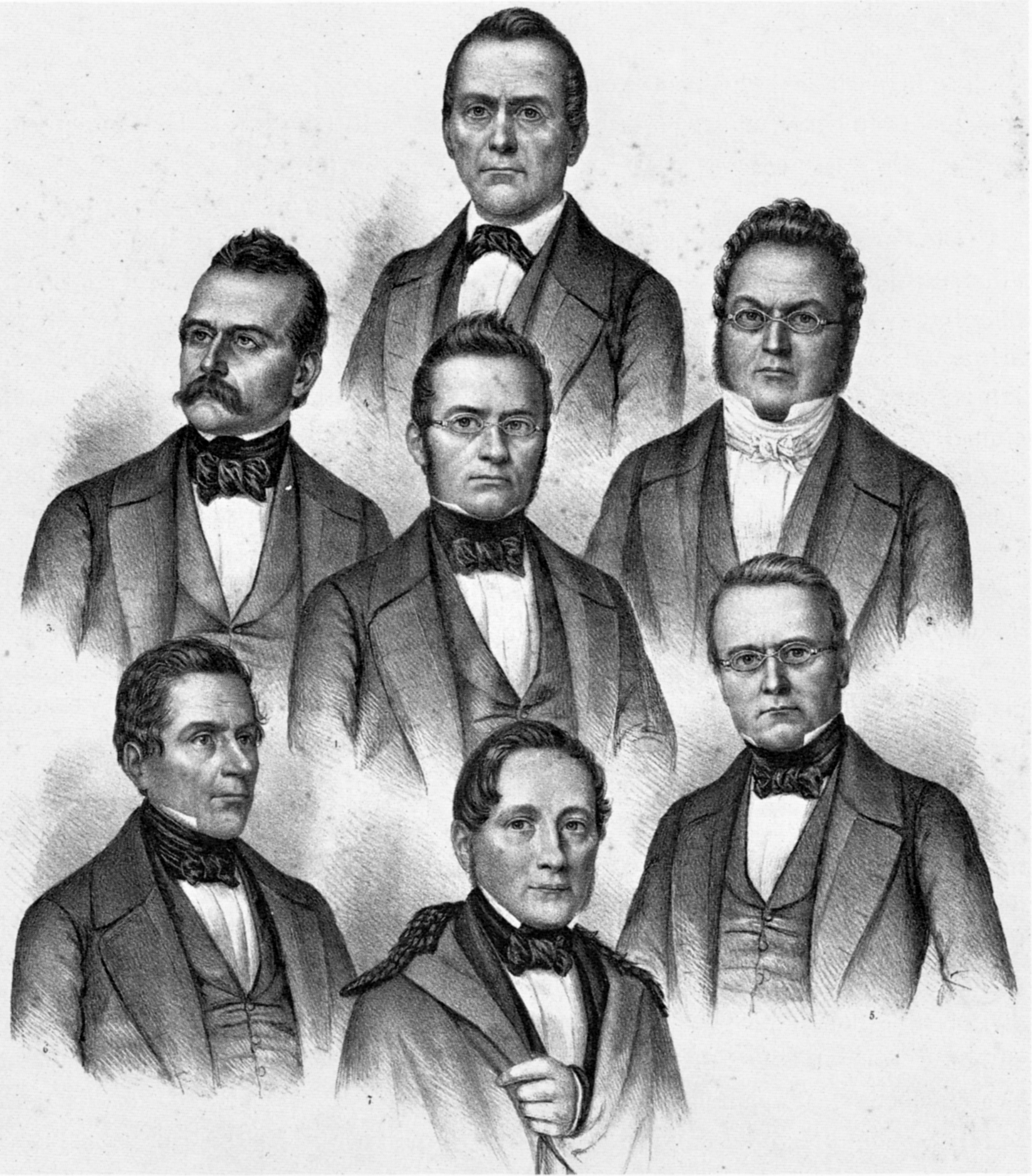
Raffigurazione del Consiglio federale del 1848: Franscini è in basso a sinistra

Deputato al primo Consiglio nazionale, fu eletto Consigliere federale il 16 novembre 1848 al terzo turno con 68 voti su 132 votanti. Franscini conobbe poi due rielezioni difficili: nel 1851 fu confermato al terzo turno, mentre nel 1854 fu vittima di un'alleanza tra conservatori e radicali dissidenti, che lo escluse dalla deputazione ticinese in Consiglio nazionale. Ottenne allora un seggio in un'elezione complementare nel cantone Sciaffusa e fu rieletto in Consiglio federale al terzo turno, insidiato dai suffragi andati al suo amico Giovan Battista Pioda. Questa travagliata riconferma può essere ricondotta anche agli effetti della crisi economica e finanziaria determinata in Ticino dal blocco delle frontiere e dall'espulsione dei ticinesi dalla Lombardia da parte dell'Austria nel 1853, quale ritorsione per la politica liberale radicale nella controversa gestione degli esuli italiani che riparavano nel cantone sudalpino.
Nel governo federale Franscini diresse fino alla morte il Dipartimento dell'interno cui erano attribuiti compiti relativamente circoscritti: la sovrintendenza sull'amministrazione e gli archivi, l'unificazione dei pesi e delle misure, la vigilanza sanitaria e sui culti. Gli fu pure affidata la statistica: organizzò il primo censimento federale nel 1850 e tentò con scarso successo di promuovere su larga scala la statistica federale. Presentò un progetto di università federale, concepita come crogiuolo pluriculturale dell'élite del Paese, ma dovette ripiegare sul progetto meno ambizioso di scuola politecnica, per via dell'opposizione dei cantoni universitari e delle forze federaliste. Il suo contegno istituzionale e moderato nelle vertenze che opponevano il Ticino alla Confederazione, legato soprattutto all'atteggiamento verso l'Austria e i rifugiati italiani, gli attirò critiche e sospetti da entrambi i campi. Nel 1854 pubblicò Semplici verità ai Ticinesi, una sorta di testamento politico con un appello alla moderazione, alla buona amministrazione e a una gestione avveduta delle finanze pubbliche. A disagio e isolato in Consiglio federale per la sua estrazione sociale e una salute declinante, nel 1855 tentò invano di ottenere una cattedra di statistica o di lettere italiane al Politecnico federale di Zurigo. Nel 1857 morì in carica, dopo aver deciso di non ricandidarsi e con l'intenzione di tornare in Ticino, dove gli era stato offerto il posto di responsabile della stamperia cantonale e di sovrintendente degli archivi.

## Eredità politica

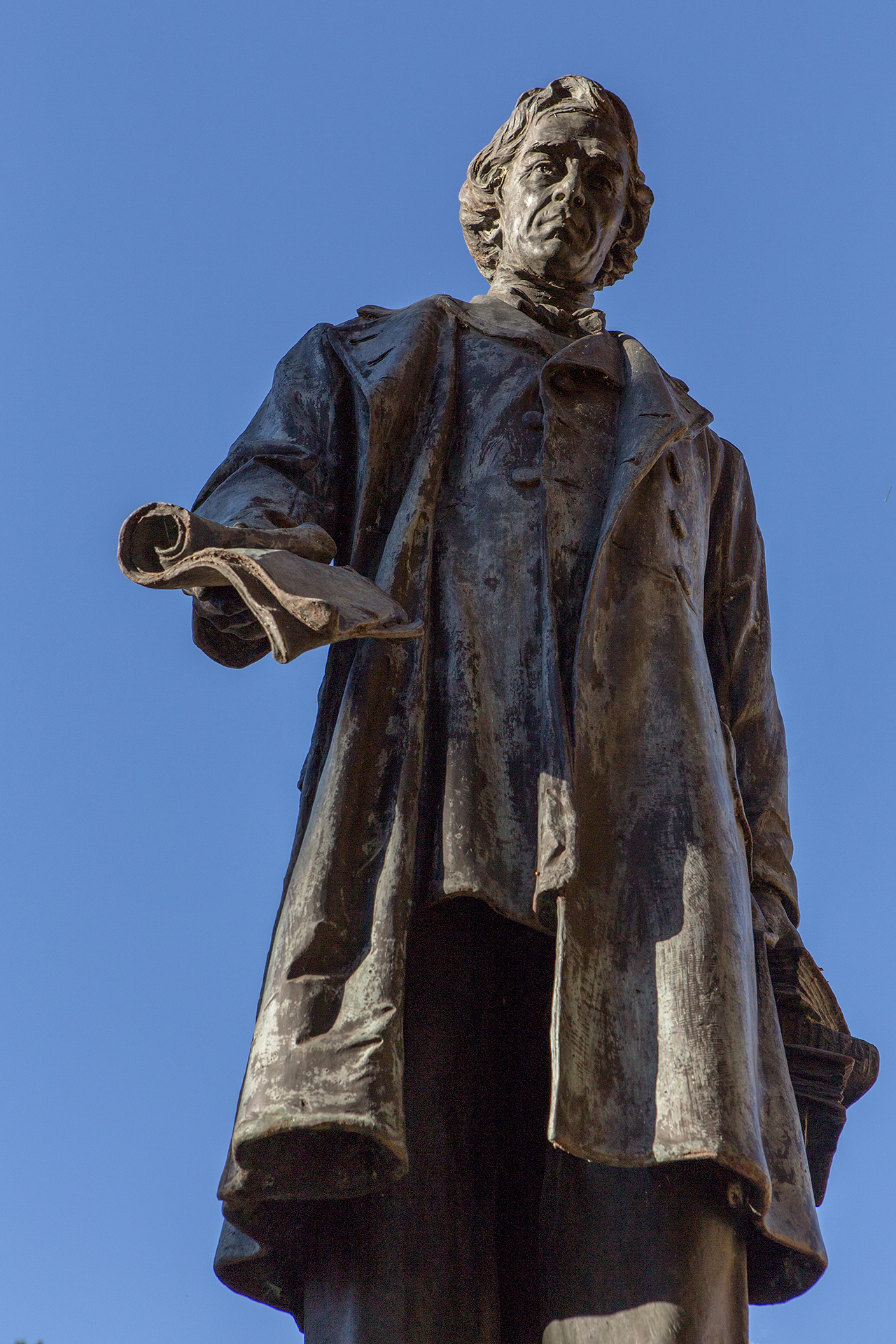
Monumento a Franscini a Faido

Quale studioso, Franscini propugnò la statistica, da lui concepita come scienza dell'amministrazione e del buon governo, e vaste conoscenze storiche come fondamento dell'azione politica. Privo di fortuna, non poté dedicarsi esclusivamente ai suoi studi e assunse cariche politiche anche per garantirsi un reddito sufficiente. Come molti liberali radicali preferiva la democrazia rappresentativa a quella diretta e diffidava degli umori delle masse. Credeva in un ruolo «pedagogico» dello Stato, che con la sua azione riformatrice doveva guidare la società verso il benessere e l'«incivilimento». La sua rilevanza come Consigliere federale fu limitata: gli è tuttavia riconosciuto il merito di aver promosso la statistica e fondato il Politecnico federale.
Attaccato in vita dagli avversari politici che gli rimproveravano di sfruttare le cariche istituzionali per occuparsi di ricerche statistiche e attività pubblicistica, dopo la morte Franscini fu oggetto in Ticino di scritti spesso agiografici: fu celebrato come padre dell'educazione popolare, lodato per la sua azione riformatrice e ammirato per la sua probità.

## Studi su Stefano Franscini
Il primo studio solido sul piano scientifico fu quello di Emil Gfeller, pubblicato nel 1898 e intitolato Stefano Franscini, ein Förderer der schweizerischen Statistik. Emilio Motta pubblicò diversi contributi su Franscini, la sua opera e la sua corrispondenza, senza tuttavia produrre un lavoro di ampio respiro. Nella prima metà del XX secolo va segnalata l'edizione dell'Epistolario del 1937, curata da Mario Jäggli, con un'ampia introduzione e un profilo biografico. Le ricerche fransciniane, compresa la ristampa commentata di varie opere, si sono intensificate nella seconda metà del XX secolo, grazie in particolare a Giuseppe Martinola, Virgilio Gilardoni e Raffaello Ceschi. Nel 2007 sono usciti un'edizione notevolmente ampliata dell'Epistolario e un volume collettaneo Stefano Franscini 1796-1857. Le vie alla modernità, contenente tra l'altro una bibliografia degli studi su Franscini con oltre 800 titoli.

## Opere
- Grammatica inferiore della lingua italiana, Milano 1821
- Statistica della Svizzera, Lugano 1827, 1847 (suppl. 1851)
- Della pubblica istruzione nel Cantone Ticino, Lugano 1828
- Della riforma della Constituzione Ticinese, Zurigo 1829
- Der Kanton Tessin, historisch-geographisch-statistisch geschildert, San Gallo 1835
- Libro di letture popolari: ad uso delle scuole elementari maggiori della repubblica e cantone del Ticino, Lugano 1837
- Manuale del cittadino ticinese o sia raccolta delle leggi e dei decreti attualmente vigenti nella repubblica e cantone del Ticino, Lugano 1837-1838
- La Svizzera italiana, Lugano 1837–1840
- Discorso letto dal consigliere di Stato Stefano Franscini alla prima adunanza del Consiglio cantonale di educazione pubblica, Locarno 1844
- Nuova statistica della Svizzera, Lugano 1847-1851
- Übersichten der Bevölkerung der Schweiz, Berna 1851
- Semplici verità ai Ticinesi sulle finanze e su altri oggetti di ben pubblico, Lugano 1854
- Storia della Svizzera italiana dal 1797 al 1802, compilata da Pietro Peri, Lugano 1864
- Date storiche intorno ai paesi formanti il Cantone Ticino, Lugano 1852
- Grammatica elementare della lingua italiana, Lugano 1856